# حوضچه خاکستر

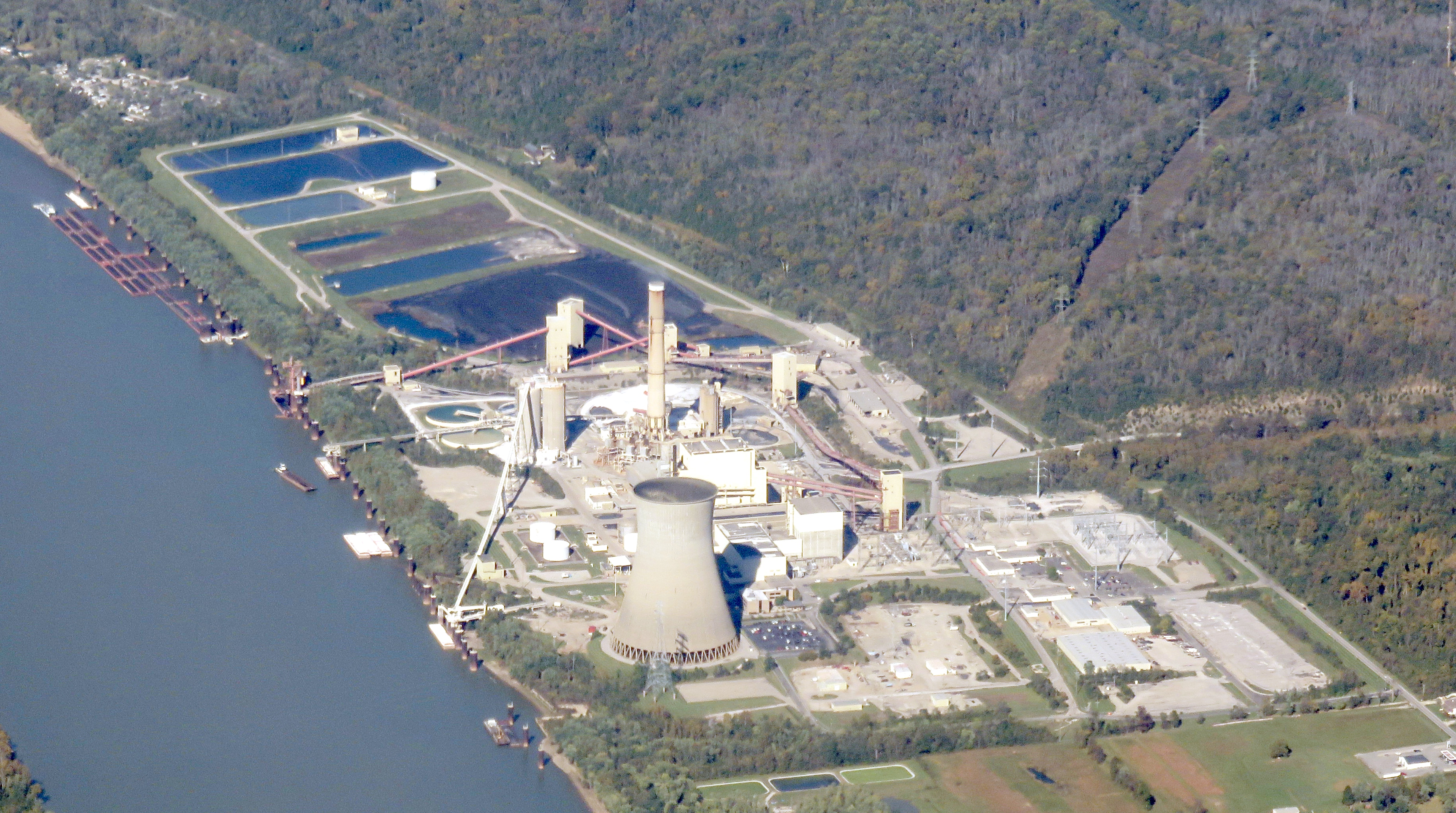
یک نیروگاه زغال سنگ با آبگیرهای سطحی

حوضچه خاکستر (به انگلیسی: Ash pond)، همچنین به نام حوضچه خاکستر زغال‌سنگ یا آبگیر سطحی، یک ساختار مهندسی‌شده‌است که در نیروگاه‌های زغال‌سنگ برای دفع دو نوع محصول سوخت زغال‌سنگ استفاده می‌شود: خاکستر پایین و خاکستر بادی. این حوضچه به عنوان محل دفن زباله برای جلوگیری از انتشار خاکستر در جو استفاده می‌شود. اگرچه استفاده از حوضچه‌های خاکستر در ترکیب با کنترل‌های آلودگی هوا (مانند اسکرابرهای مرطوب) میزان آلاینده‌های موجود در هوا را کاهش می‌دهند، سازه‌ها خطر سلامتی جدی برای محیط پیرامون ایجاد می‌کنند.
حوضچه‌های خاکستر از نیروی جاذبه برای ته‌نشین شدن ذرات بزرگ (که به صورت کل جامدات معلق اندازه‌گیری می‌شود) از فاضلاب نیروگاه استفاده می‌کنند. این فناوری آلاینده‌های محلول را درمان نمی‌کند. حوضچه‌ها معمولاً به عنوان محل دفن زباله ساخته نشده‌اند و بنابراین مواد شیمیایی موجود در خاکستر می‌توانند به آب‌های زیرزمینی و سطحی نفوذ کنند و در زیست‌توده سامانه جمع شوند.